# Depressió de deflació

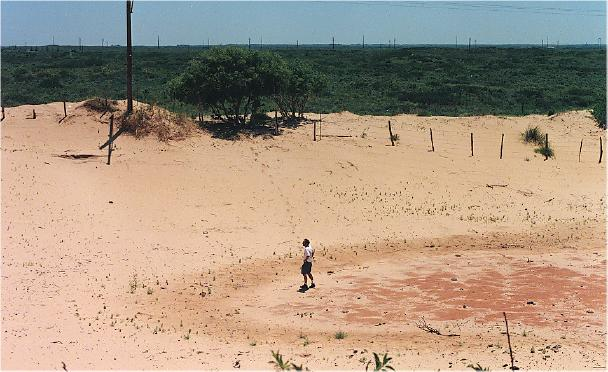
Deflació a 6,5 km al sud d'Earth, Texas (1996)

Una depressió de deflació, en anglès:blowout, són depressions sorrenques en un ecosistema de dunes i són causades per la remoció dels sediments pel vent.
Aquest tipus de depressions es donen en camps de dunes parcialment vegetades o en turons de sorra. La deflació es forma quan es perd un tros de vegetació protectora permetent l'acció erosiva dels vents forts i es forma una depressió. Generalment són petites depressions però poden arribar a fer quilòmetres de llargada i aconseguir 70 metres de fondària.
Les causes de la pèrdua de vegetació inclouen les sequeres llargues, el foc (natural o antropogènic) o, en casos extrems, el pas d'humans, ramat, etc. El foc és la causa més comuna. Hi pot haver una successió de tornada a la situació d'abans del foc.
Les dunes de sorra costaneres es troben just a l'interior d'una platja, i es formen per l'acció del vent que transporta sorra seca cap a l'interior a través de la platja. Això només passa si hi ha una extensió plana suficient des de la platja. Aquesta superfície inhòspita és colonitzada per espècies pioneres (com ara poàcies del gènere Ammophila que estabilitzen les dunes). Pel procés de successió ecològica aquestes dunes poden convertir-se en bosc (depenent del clima) i el sòl sigui madur.
La deflació proporciona un hàbitat important per la flora i fauna.